# ميثاق الحقوق الأساسية للاتحاد الأوروبي

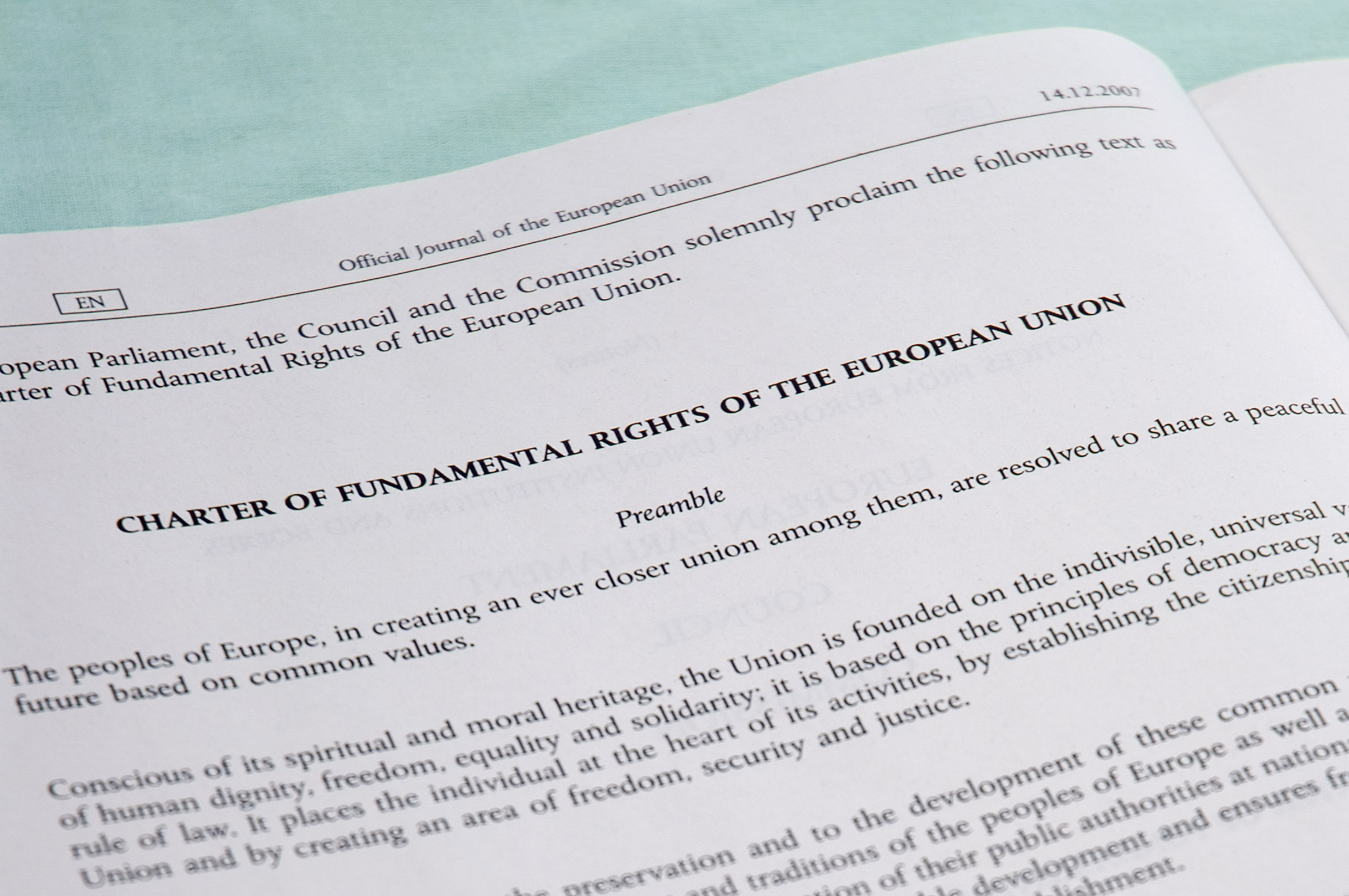
مقدمة ميثاق الحقوق الأساسية للاتحاد الأوروبي

ميثاق الحقوق الأساسيّة للاتحاد الأوروبيّ (بالإنجليزيّة: Charter of Fundamental Rights of the European Union) هو ميثاق يؤكِّد على الحقوق السياسيّة والاقتصاديّة والاجتماعيّة لمواطني الاتحاد الأوروبي وللسكان الخاضعين للقانون الأوروبيّ. صيغ هذا الميثاق ضمن الاتفاقية الأوروبيّة واعتمده البرلمان الأوروبيّ ومجلس الوزراء والمفوضية الأوروبيّة في 7 ديسمبر عام 2000. لم تكن الهوية القانونية لهذا الميثاق مؤكدة كما أنه لم ينل تأثيرًا قانونيًا كبيرًا، حتى صار فعالًا بالقوة عن طريق معاهدة لشبونة في 1 ديسمبر 2009.
يجب أن يعمل الاتحاد الأوروبيّ ويُشرِّع القوانين وفقًا للميثاق، كما ستبطل محاكم الاتحاد الأوروبيّ أي تشريعات تخالف هذا الميثاق. يُطبق الميثاق على جميع مؤسسات الاتحاد الأوروبيّ وجميع الدول الأعضاء.

## الخلفيّة
لا تحتوي المعاهدة المؤسِّسة للمجتمع الاقتصاديّ الأوروبيّ (اتفاقية روما) على أي مرجعية لحقوق أساسية أو لحقوق الإنسان. كُتبت تلك المعاهدة بعد بضع سنوات من فشل معاهدات مجتمع الدفاع الأوروبيّ ومعاهدة المجتمع السياسيّ الأوروبيّ. تضمنت الوثيقة الأخيرة أحكام الحقوق، وجادل كل من كريغ ودي بورك أن صائغي المعاهدة الجديدة تجنبوا إضافة أي عناصر سياسية للاتفاقية في ضوء فشل المعاهدات السابقة. لذلك أصبحت فكرة غياب التداعيات الحقوقيّة لمعاهدة اقتصاديّة بحتة محل تساؤل مؤخرًا.

### القضايا
رسَّخ المجتمع الاقتصاديّ الأوروبيّ نفسه بعد دخول المعاهدة حيز التنفيذ، باعتباره كيان سياسيّ وله تداعيات سياسيّة تمتد بمعزل عن الأهداف الاقتصاديّة. اتخذت محكمة العدل الأوروبية قرارًا في 1964 في قضية فلامينو كوستا، حيث قررت أن قانون الاتحاد يجب أن يكون له الأولويّة على القوانين المحليّة. وهذا يعني أن الحكومات القوميّة لا يمكنها الهرب من ما مُرِّر على المستوى الأوروبيّ، ويعني أيضًا أن المجتمع الاقتصاديّ بإمكانه تشريع القوانين بلا قيود.
تصدرت المسألة المشهد في 1970 في قضية الشركة التجارية الدولية، عندما حكمت محكمة ألمانيّة أن تشريعات المجتمع الاقتصاديّ تنتهك القوانين الأساسية الألمانية. ثم حكم قضاة المحكمة الأوروبيّة أن تطبيق القوانين الأوروبيّة لا يجب أن يكون مبنيًا على توافق القانون مع القوانين والدساتير المحليّة، بل إن تلك الحقوق الأساسية تشكِّل «جزءً لا يتجزأ من المبادئ العامة لقانون المجتمع الأوروبيّ».

### البيان
اقترح المجلس الأوروبي في عام 1999 إنشاء «هيكل مكوَّن من ممثلي رؤساء الدول والحكومات ورئيس المفوضيّة الأوروبيّة، بالإضافة لأعضاء البرلمان الأوروبيّ والبرلمانات القوميّة» لصياغة ميثاق الحقوق الأساسيّة. وبعد تشكيله في ديسمبر من السنة نفسها سمى هذا الهيكل نفسه «لجنة الاتفاقيّة الأوروبيّة».
تبنت اللجنة المسودة في 2 أكتوبر 2000، ثم أعلنها البرلمان الأوروبيّ ومجلس الوزراء والمفوضيّة الأوروبيّة في 7 ديسمبر 2000. ثم تقرر إرجاء حسم الموقف القانونيّ للميثاق في نفس السنة، ولكنها حظيت بعد ذلك بثقل سياسيّ ووافقت عليها ثلاث مؤسسات قوية في الاتحاد واعتبرها قضاة المحكمة الأوروبيّة مصدرًا للحقوق الأساسيّة.

### النفوذ القانونيّ
شكل الميثاق المعدَّل جزءً من الدستور الأوروبيّ البائد 2004. وبعد فشل تلك المعاهدة، أعطت بديلتها؛ معاهدة لشبونة، النفوذ للميثاق باعتباره مرجعيّة مستقلة بدلًا من دمجه داخل المعاهدة نفسها. كانت تلك النسخة جزءً من الدستور وكذلك النسخة التي اُعتبرت وثيقة مستقلة، كلاهما كانا نسختين معدلتين من الميثاق.
وبعد دخول معاهدة ليسبون حيز التنفيذ في 1 ديسمبر 2009، تقدمت القاضية المفوّضة فيفاني ريدنغ باقتراح أن جميع المفوضين عليهم أن يقسموا بالولاء لجميع معاهدات الاتحاد الأوروبيّ وكذلك للميثاق. أقسمت المفوّضيّة الأوروبيّة في 3 مايو 2010 في محكمة العدل الأوروبيّة في لوكسمبورغ، باحترام المعاهدات الأوروبيّة، وأن يكونوا مستقلين تمامًا أثناء تأدية واجبهم خلال فترة ولايتهم. وللمرة الأولى أعلنت المفوضيّة ولاءها الصريح للميثاق الجديد للحقوق الأساسيّة.

## الموقف القانونيّ
بعد دخول معاهدة ليسبون حيز التنفيذ في 2009، أصبحت للحقوق الأساسية للاتحاد الأوروبيّ نفس القيمة القانونية لمعاهدات الاتحاد الأوروبيّ الأخرى. وكان الميثاق المشار إليه في المعاهدة عبارة عن تعديل على نسخة عام 2000 والذي صُرِّح عنه من قِبل المؤسسات الثلاثة بيوم قبل توقيع معاهدة لشبونة نفسها.
تخاطب المادة 51 من الميثاق مؤسسات الاتحاد الأوروبيّ والهياكل الخاضعة للقانون الأوروبيّ والدول الأعضاء في الاتحاد الأوروبيّ. علاوة على ذلك، تُحد المادة 6 من تعديلات معاهدة الاتحاد الأوروبيّ والمادة 51 (2) من الميثاق، تحدان الميثاق من توسيع اختصاصات وسلطات الاتحاد الأوروبيّ. والنتيجة هي أن الاتحاد الأوروبيّ أصبح غير قادر على تشريع قانون من أجل تنفيذ أحد الحقوق المنصوص عليها في الميثاق إلا إذا كان له سلطة فعل ذلك منصوصًا عليها في المعاهدات ذات الصلة. كما أن الأفراد لن يكونوا قادرين على محاكمة الدول الأعضاء لفشلها في صيانة الحقوق الموجودة في الميثاق إلا إذا كانت الدولة تطبق القانون الأوروبيّ، وهذه النقطة بالتحديد محل جدل.
الميثاق ليس المحاولة الأولى لوضع حقوق الإنسان في قلب قوانين الاتحاد الأوروبيّ. حيث يُطلَب من كافة الدول الأعضاء والمرشحة لدخول الاتحاد الأوروبيّ أن توقِّع على الاتفاقية الأوروبية لحقوق الإنسان الصادرة عن المجلس الأوروبيّ، وبالتالي يلتزمون بالمبادئ الواردة في الاتفاقيّة مثل الحق في محاكمة عادلة، وهي الحد الأدنى من متطلبات محكمة العدل الأوروبيّة، قبل أن يُنص عليها في الميثاق. تعامل قضاة محكمة العدل الأوروبيّة مع هذه القضايا أثناء تفسير حماية حقوق الإنسان المتضمنة في المبادئ العامة للقانون الأوروبيّ، للنظر في حماية الدول الأعضاء لهذه الحقوق وتطبيقها للمبادئ.

### البروتوكول البريطانيّ البولنديّ
أبرمت المملكة المتحدة مع بولندا بروتوكولًا أثناء المفاوضات بشأن معاهدة لشبونة، بشأن تطبيق ميثاق الحقوق الأساسيّة في دولهم.
ينص البروتوكول في المادة الأولى على التالي: «لا يمد الميثاق قدرة محكمة العدل الأوروبيّة أو أي محكمة بولنديّة أو بريطانيّة لإيجاد القوانين أو القواعد أو الأحكام الإداريّة أو الممارسات أو الأفعال الخاصة ببولندا أو المملكة المتحدة، واتهامها بأنها غير متوافقة مع الحقوق الأساسيّة أو الحريات والمبادئ التي يؤسسها الميثاق». ثم تقول المادة 1 أن العنوان الرابع من الميثاق الذي يحتوي على الحقوق الاقتصاديّة والاجتماعيّة، لا يخلق حقوقًا يمكن التقاضي حولها، إلا في حالة تشريع قوانين قوميّة حول هذه الحقوق في بولندا أو بريطانيا.
اختلفت الأسباب التي دفعت الدولتين للتفاوض حول هذا البروتوكول؛ فالمملكة المتحدة كانت معارضة منذ البداية لأي ميثاق قانونيّ يتدخل في القانون البريطاني، مما سيؤدي إلى سيل من البريطانيّين الذاهبين للمحاكم الأوروبيّة كمحاولة لتفعيل حقوق الميثاق في المملكة المتحدة. وبينما قبلت المملكة المتحدة بالحقوق المُقيِّدة في مفاوضات الدستور الأوروبيّ الفاشلة، ناقشوا البروتوكول خلال مفاوضات لشبونة، وهو ما يعتبر وفقًا لوزير أوروبا البريطانيّ، تأكيدًا على أن الميثاق لن يمد سلطات الاتحاد ومحكمة العدل على قوانين المملكة المتحدة.

#### خروج بريطانيا من الاتحاد الأوروبيّ «البريكسيت»
طبقًا للمادة 5(4) من قانون انسحاب بريطانيا من الاتحاد الأوروبيّ، لن يكون ميثاق الحقوق الأساسيّة للاتحاد الأوروبيّ فعالًا في بريطانيا بعد خروجها من الاتحاد. اعترض على ذلك بعض المجموعات مثل منظمة العفو الدولية وجماعة الحرية زاعمين أن هذا لا يتوافق مع هدف القانون المؤكد على الضمانة القانونيّة بالالتزام بقوانين الاتحاد الأوروبيّ قبل الانسحاب.

### بروتوكول التشيك المقترح
أثناء التصديق على معاهدة ليسبون، عبَّر الرئيس التشيكيّ فاتسلاف كلاوس عن قلقه حول الميثاق، قائلًا أنه سيسمح للعائلات الألمانيّة النازحة من جمهورية التشيك الحالية بعد الحرب العالمية الثانية بتحدي هذا الخروج أمام المحاكم الأوروبيّة. إلا أن الخبراء يقولون أن القوانين التي طُرد خلالها الألمان لا تقع في إطار القضاء الأوروبيّ. رفض كلاوس التصديق على معاهدة لشبونة إلا إذا اُستثنيت التشيك من الميثاق كما حدث مع بريطانيا وبولندا، ثم وافق بعد ذلك قادة الاتحاد الأوروبيّ على تعديل البروتوكول لضم جمهوريّة التشيك في أكتوبر عام 2009، في إجراء يهدف لإقناع كلاوس للتصديق على المعاهدة وهو ما فعله كلاوس في النهاية.
في سبتمبر عام 2011، تقدمت التشيك رسميًا بطلب إلى المجلس الأوروبيّ لتفعيل مراجعات المعاهدة الموعودة لمد البروتوكول ليشمل جمهوريّة التشيك، وقدم المجلس الأوروبيّ مسودة تعديل لذلك. إلا أن البرلمان التشيكيّ مرر قرارًا في أكتوبر 2011 معارضًا ضمها إلى البروتوكول. وعند توقيع معاهدة ضم كرواتيا في 2011، لم تُتضمَّن بروتوكول التشيك. أثناء تصديق البرلمان التشيكيّ على معاهدة الانضمام في ربيع 2012 حاولت الحكومة دمج الموافقة على عدم الانصياع للميثاق مع قانون التصديق على معاهدة الانضمام. لكن البرلمان كان محكومًا بأغلبيّة معارضة، واعتراضهم على الخروج من الميثاق ربما يؤدي إلى رفض معاهدة الانضمام، وبالتالي فصلت الحكومة قانون معاهدة الانضمام عن اقتراح الخروج عن الميثاق.
قامت لجنة الشئون الدستورية في البرلمان الأوروبيّ بالتصويت على مسودة التقرير في يناير 2012، وخرج التصويت بتوصية بعدم ضمان إضافة التشيك إلى البروتوكول 30. جادل التقرير أن البروتوكول ليس خروجًا من الميثاق؛ ولكنه يسمح للدول أن تحد من تطبيق قوانين الاتحاد الأوروبيّ المبنية على الميثاق فقط، وبالتالي تظل التشيك ملزمة بالميثاق حتى إذا أُضيفت إلى البروتوكول. وافقت اللجنة على التقرير في أكتوبر عام 2012، ونُشرت مسودة ثالثة للتقرير في 11 ديسمبر 2012.

## النص
يحتوي الميثاق على 54 مادة مقسمة على سبع عناوين. تتعامل أول ست عناوين مع الحقوق الأساسيّة تحت عناوين: الكرامة، والحريات، والسماواة، وحقوق المواطنين والعدالة، بينما يتعامل العنوان الأخير مع تفسير وتطبيق الميثاق. يُبنى الكثير من الميثاق على الاتفاقية الأوروبية لحقوق الإنسان والميثاق الاجتماعيّ الأوروبيّ واجتهادات محكمة العدل الأوروبيّة والقوانين الموجودة في الاتحاد الأوروبيّ.
- العنوان الأول (الكرامة) يضمن الحق في الحياة ويُحرِّم التعذيب والعبوديّة وعقوبة الإعدام والممارسات اليوجينيّة والتناسخ البشريّ. أحكامه مبنية في الأغلب على الاتفاقيّة الأوروبيّة لحقوق الإنسان، بالرغم من أن المادة الأولى تعكس بشدة المادة الأولى للقانون الألمانيّ الأساسيّ.
- العنوان الثاني (الحريات) يغطي الحرية والنزاهة الشخصيّة وخصوصيّة وحماية البيانات الشخصيّة وحرية الزواج وحرية التفكير وحرية الدين والتعبير والتجمع والتعليم والعمل والتملك واللجوء.
- العنوان الثالث (المساواة) يغطي المساواة أمام القانون ويحظر التمييز المبني على الإعاقة أو السن أو التوجه الجنسي أو الثقافة أو الدين أو التنوع اللغويّ. كما يغطي أيضًا حقوق الأطفال وكبار السن.
- العنوان الرابع (التكافل) يغطي الحقوق الاجتماعيّة للعمال بما يضمن العمل تحت ظروف عادلة وملائمة، حمايتهم من الطرد غير المبرر، حقهم في الحصول على التأمين الصحيّ والمعونة الاجتماعيّة والتسكين.
- العنوان الخامس (حقوق المواطنين) يغطي حقوق مواطني الاتحاد الأوروبيّ مثل الحق في الانتخاب في انتخابات برلمان الاتحاد الأوروبيّ والتحرك بحرية بين دول الاتحاد. كما يتضمن عدة حقوق إداريّة مثل الحق في الإدارة الجيدة والوصول للوثائق والحق في شكوى البرلمان الأوروبيّ.
- العنوان السادس (العدالة) يغطي القضايا الخاصة بالعدالة مثل الحق في التعويض الفعّال، والحق في محاكمة عادلة، وافتراض البراءة قبل ثبوت الإدانة، ومبادئ الشرعية، وبطلان الأثر الرجعيّ، والمحاكمة متعددة المستويات.
- العنوان السابع (الأحكام العامة) يختص بتفسير وتطبيق الميثاق.

## رفع شأن الميثاق
حاول الاتحاد الأوروبيّ أن يرفع صورة الميثاق حتى يعي المواطنون حقوقهم. فعلى سبيل المثال، أنتجت وكالة الحقوق الأساسيّة بالاتحاد الأوروبيّ تطبيقًا يعمل على أنظمة الهاتف المحمول أندرويد وآي أو إس، بنص الميثاق بكل لغات دول الاتحاد الأوروبيّ وبكل المعلومات المتعلقة به. كما تنشر أيضًا نسخ مصغرة من الميثاق بجميع لغات الاتحاد أيضًا.
وفي 2010 أجرت الوكالة عطاءً للشعراء من أجل نظم الميثاق في قصيدة ملحميّة في مدة 80 دقيقة، مع الموسيقى والرقص وعناصر الوسائط المتعددة الأخرى. وهذا ساعد أيضًا في رفع الوعي وتبسيط النصوص القانونيّة إلى صيغة مستساغة. انتقصت فيفاني ريدنغ، مفوضة العدل والحرية والأمن بالاتحاد، هذه الفكرة وكتبت إلى مدير الوكالة تطالبه بإلغاء المشروع بحجة التكلفة.